# Club Náutico El Balís
El Club Náutico El Balís es un club náutico español con sede en San Andrés de Llavaneras, Provincia de Barcelona (Cataluña, España).

## Historia
Fundado en 1966 como un club de playa, en agosto de 1980 se inauguró el nuevo edificio social. 

## Regatas
Organiza desde 1974 el Trofeo Cornudella, y el Gran Premio El Balís desde 1999, regata de cruceros que forma parte del calendario del campeonato de Cataluña. En 1996 organizó la Copa de Europa de Carreras de Esquí Náutico; y en 2018 la Final del Europeo de Motos de Agua y el Mundial Máster de Finn.

## Regatistas
En el año 1986, Xavier García Muret gana el Campeonato Mundial de Optimist. José María van der Ploeg consigue el oro en los Juegos Olímpicos de Barcelona 1992 en la clase Finn. En 2012 el club consigue cuatro campeonatos del mundo (José María van der Ploeg en J/80, Carlos Robles Lorente y Florian Trittel en 29er categorías juvenil y absoluta, y los hermanos David y Alex Charles en 420 juvenil)

Albert Gelpí, José María Van der Ploeg, David Charles, Alex Charles, Florian Trittel y Carlos Robles han sido condecorados con la medalla del Comité Olímpico Español.

## Puerto deportivo
El club gestiona el puerto deportivo Puerto Balís.